# Metro w Zhengzhou
Metro w Zhengzhou – system metra w Zhengzhou, otwarty w 2013 roku. Na koniec 2019 roku 5 linii metra miało łączną długość około 152 km, dziennie zaś korzystało z nich średnio 1,13 mln pasażerów. 

## Historia

### Początki
Budowę pierwszej linii metra w Zhengzhou rozpoczęto 6 czerwca 2009 roku. Uroczyste otwarcie pierwszej linii metra o numerze 1, liczącej początkowo 26,2 km długości i 20 stacji, odbyło się 28 grudnia 2013 roku. Na jej trasie znajdują się dworce  centralny i wschodni, obsługujące koleje dużych prędkości. 19 sierpnia 2016 roku uruchomiono linię nr 2, biegnącą z północy na południe, o długości około 21 km. 12 stycznia 2017 roku oddano do użytku linię nr 9 (Chengjiao) o długości 31 km, która połączyła końcową stację linii nr 2 z portem lotniczym Zhengzhou-Xinzheng. Na koniec 2018 roku metro w Zhengzhou osiągnęło łączną długość około 95 km.

### Dalszy rozwój
20 maja 2019 roku otwarto pierwszą pętlę w systemie metra w Zhengzhou, linię nr 5 o długości 40 km, przebiegającą przez najbardziej popularne obszary w mieście. W połowie sierpnia 2019 roku uruchomiono linię nr 14, o długości 7,5 km, umożliwiającą podróż metrem do nowo wybudowanego Olimpijskiego Centrum Sportowego, w skład którego wchodzą m.in. stadion na 60 tysięcy widzów oraz hala sportowa i basen, odpowiednio na 16 tysięcy i 3000 widzów. W grudniu 2019 roku Zhengzhou jako pierwsze miasto w Chinach, wprowadziło na wszystkich stacjach metra dokonywanie płatności poprzez system rozpoznawania twarzy. Do końca 2020 roku zgodnie z planem powinna być oddana do użytku linia nr 3, o długości 25 km, ponadto w budowie albo zatwierdzone do realizacji są nowe linie o numerach 4, 6, 7, 8, 10 i 12 o łącznej długości około 160 km.

## Linie
W lutym 2020 roku metro w Zhengzhou liczyło 5 linii.

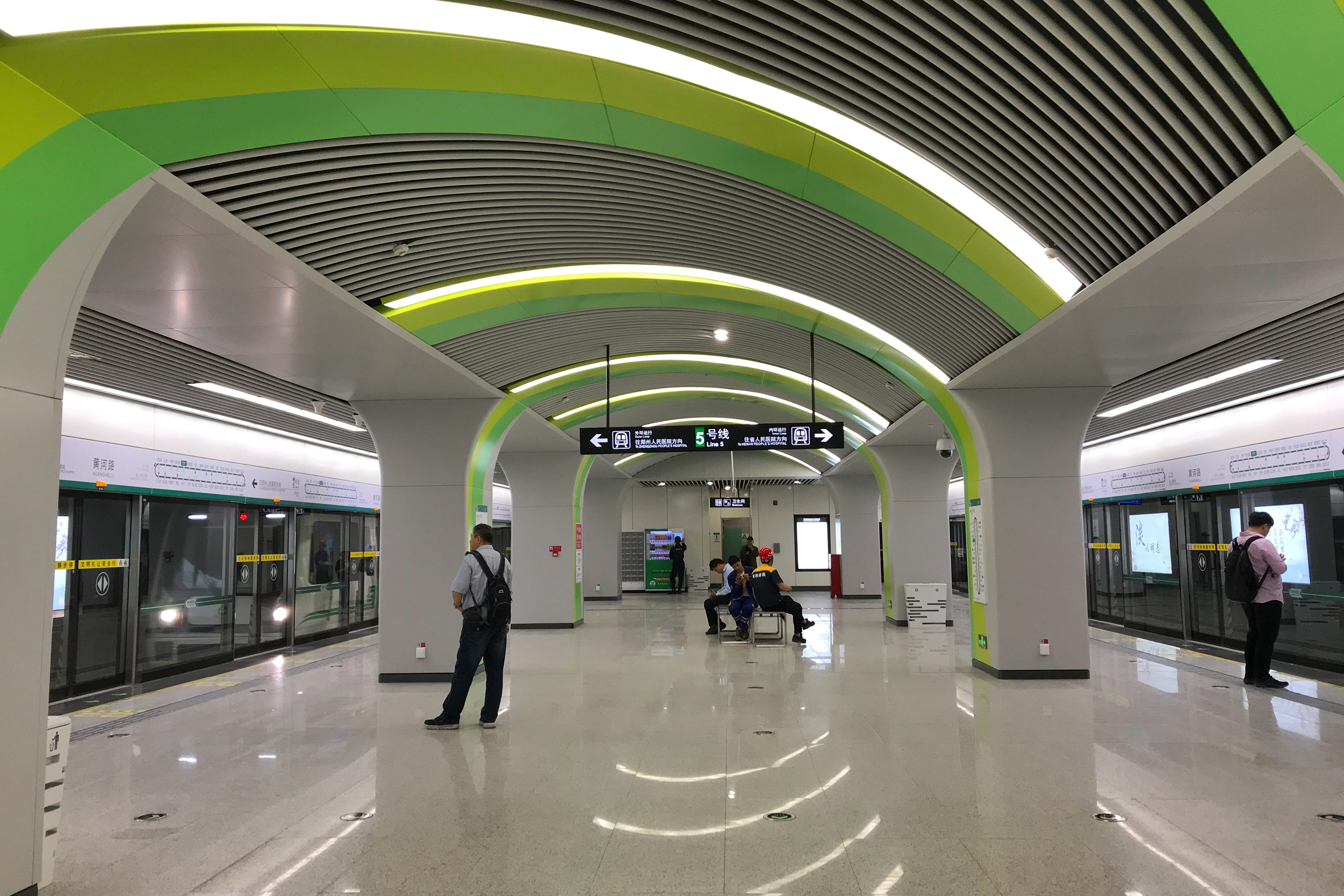
Stacja Huanghelu

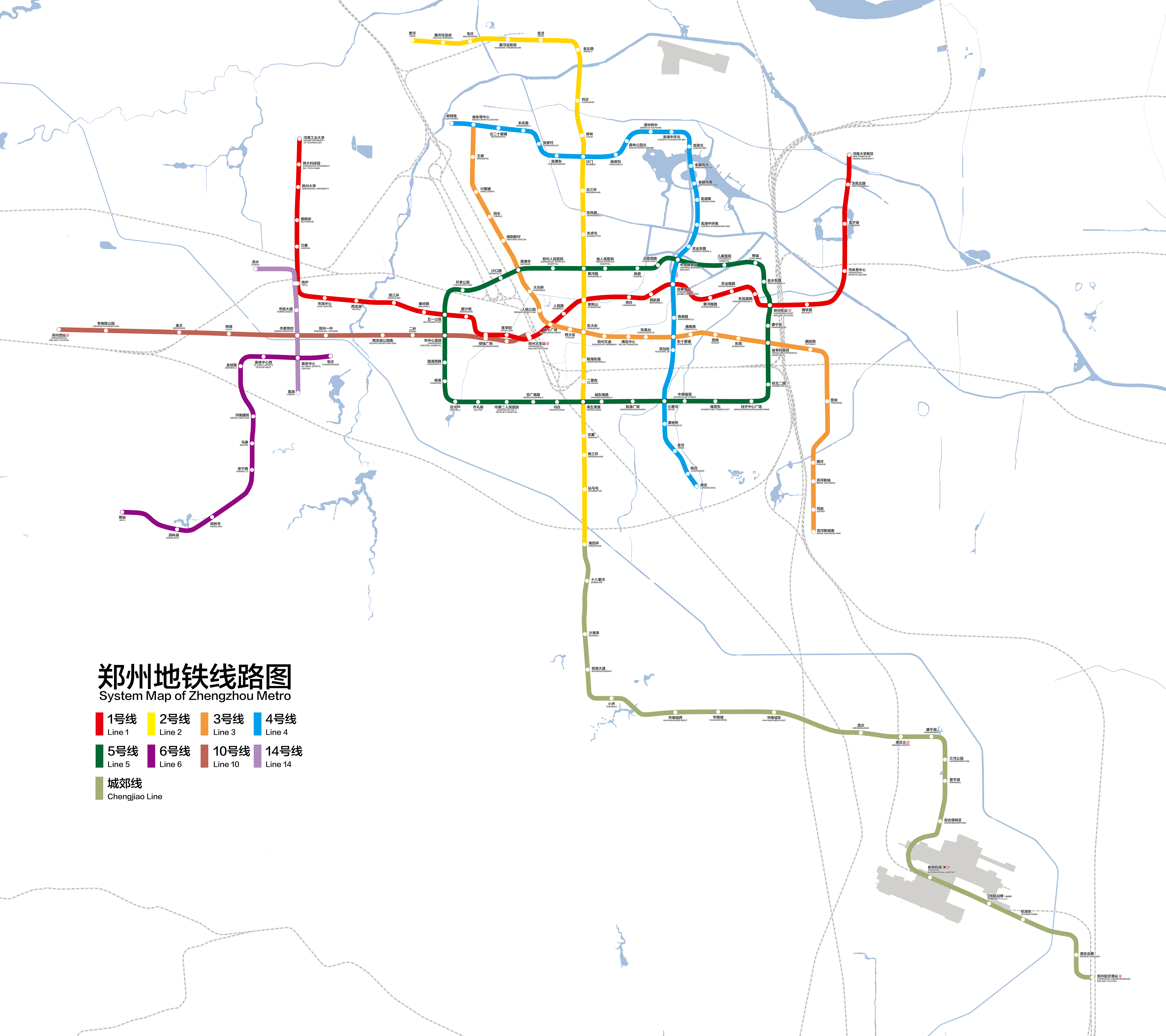
Mapa metra w Zhengzhou

| Linia         | Stacje końcowe (dzielnice)     | Stacje końcowe (dzielnice)     | Data otwarcia | Ostatnia rozbudowa | Długość km | Stacje | Możliwości przesiadki |
| ------------- | ------------------------------ | ------------------------------ | ------------- | ------------------ | ---------- | ------ | --------------------- |
| 1             | Henan University of Technology | New Campus of Henan University | 2013          | 2019               | 41         | 30     | 2 5 14                |
| 2             | Jiahe                          | Nansihuan                      | 2016          | 2019               | 31         | 22     | 1 5 9                 |
| 5 pętla       | Yuejigongyuan                  | Yuejigongyuan                  | 2019          | –                  | 40         | 31     | 1 2                   |
| Chengjiao (9) | Nansihuan                      | Xinzheng International Airport | 2017          | -                  | 32         | 12     | 2                     |
| 14            | Tielu                          | Olympic Sports Center          | 2019          | -                  | 8          | 3      | 1                     |
| Razem         | Razem                          | Razem                          | Razem         | Razem              | 152        | 98     |                       |